# خوان بابلو توريس
خوان بابلو توريس (بالإنجليزية: Juan Pablo Torres)‏ (26 يوليو 1999 بليلبورن في الولايات المتحدة - ) هو لاعب كرة قدم أمريكي في مركز الوسط. لعب مع نادي لوكيرين.

## وصلات خارجية
- خوان بابلو توريس على موقع الدوري الأمريكي (الإنجليزية)
- خوان بابلو توريس على موقع قاعدة بيانات كرة القدم.إي يو (الإنجليزية)
- خوان بابلو توريس على موقع Soccerbase.com (لاعب) (الإنجليزية)
- خوان بابلو توريس على موقع Soccerway.com (الإنجليزية)
- خوان بابلو توريس على موقع عالم كرة القدم.نت (الإنجليزية)